# Matthew C. Perry
Matthew Calbraith Perry (Newport, 10 de abril de 1794 – Nova Iorque, 4 de março de 1858) foi um militar norte-americano que serviu na Marinha dos Estados Unidos de 1809 até sua morte. Ele participou de várias guerras e conflitos, mais notavelmente a Guerra de 1812 e a Guerra Mexicano-Americana, tendo desempenhado um papel importante na abertura do Japão para o ocidente através da assinatura do Tratado de Kanagawa em 1854.
Além de suas participações em conflitos militares e expedições diplomáticas, Perry também era muito preocupado com a educação dos oficiais navais e ajudou a desenvolver um sistema de aprendizado que formou a base das matérias estudadas na Academia Naval dos Estados Unidos. Com o advento dos motores a vapor, ele tornou-se um grande defensor da modernização da marinha norte-americana e acabou ficando conhecido como "o Pai da Marinha a Vapor".